# Lecithocera luridella
Lecithocera luridella is een vlinder uit de familie van de Lecithoceridae. De wetenschappelijke naam van de soort is voor het eerst geldig gepubliceerd in 1882 door Christoph.